# Parafia św. Rocha w Długosiodle
Parafia pw. Świętego Rocha w Długosiodle – rzymskokatolicka parafia należąca do dekanatu Ostrów Mazowiecka – Chrystusa Dobrego Pasterza, diecezji łomżyńskiej, metropolii białostockiej.

## Obszar parafii
Opodal kościoła rośnie okazały dąb szypułkowy Jan, który miał zostać posadzony w 1481 r. w czasie budowy pierwszej kaplicy tutejszej parafii.

### Miejscowości i ulice
W granicach parafii znajdują się miejscowości:

- Długosiodło,
- Adamowo,
- Augustowo,
- Blochy,
- Nowe Bosewo,
- Stare Bosewo,
- Budy-Przetycz,
- Chorchosy, Dalekie,
- Dębienica,
- Jaszczułty,
- Kalinowo,
- Kornaciska,
- Lipniak-Majorat,
- Łączka,
- Małaszek,
- Ostrykół Dworski,
- Ostrykół Włościański,
- Nowa Pecyna,
- Stara Pecyna,
- Plewki,
- Prabuty,
- Przetycz-Folwark,
- Przetycz Włościańska,
- Stare Suski,
- Wiśniewo,
- Wólka Grochowa,
- Wólka Piaseczna,
- Zalas,
- Zamość,
- Znamiączki,
- Zygmuntowo.

## Historia
Parafia została erygowana w 1481 r.  

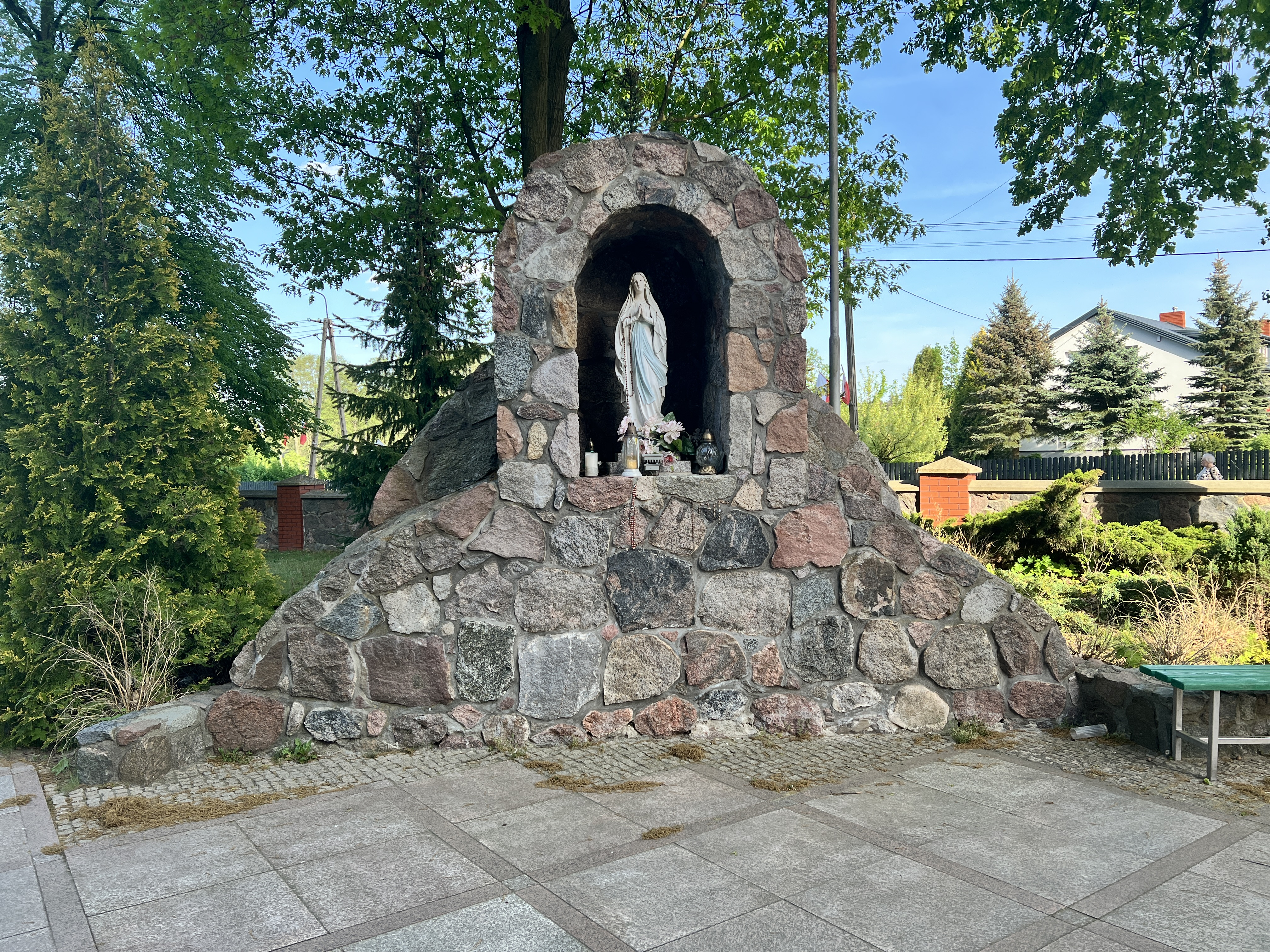
Grota maryjna przy kościele

## Miejsca święte

### Kościół parafialny
Obecny kościół murowany pw. Wniebowzięcia NMP został wybudowany w latach 1908–1912, konsekrowany – 12 września 1913 roku przez Antoniego Juliana Nowowiejskiego, arcybiskupa płockiego, męczennika.

### Kościoły filialne i kaplice
Do parafii należy również: 
- wybudowany w 1985 r. kościół filialny pw. NMP Częstochowskiej w Jaszczułtach,
- od 2000 r. przekształcona z budynku dawnej szkoły kaplica pw. św. Maksymiliana Marii Kolbego w Wiśniewie.

### Dawniej posiadane lub użytkowane przez parafię świątynie
Dokumenty źródłowe wspominają dwa drewniane kościoły - z XV i XVIII w. 